# Cantheschenia longipinnis
Cantheschenia longipinnis es una especie de peces de la familia Monacanthidae en el orden de los Tetraodontiformes.

## Morfología
Pueden llegar alcanzar los 14,5 cm de longitud total.

## Hábitat
Es un pez de mar y de clima subtropical y demersal.

## Distribución geográfica
Se encuentra en Australia (incluyendo la Isla de Lord Howe y la Isla Norfolk ).

## Observaciones
Es inofensivo para los humanos.